# Ходжаназаров, Айдарбек Асанович
Айдарбек Асанулы Кожаназаров (каз. Айдарбек Асанұлы Қожаназаров; род. 26 ноября 1983, Кзыл-Ординская область или Кзыл-Орда, Казахская ССР, СССР) — казахский бизнесмен и политик. Депутат Мажилиса Парламента Казахстана VIII созыва.

## Биография
Родился 26 ноября 1983 года в Кызылординской области 
в 2004 году окончил Казахский экономический университет им. Т. Рыскулова по специальности «Международная экономика». В 2006 году окончил Университет Данди (Шотландия), получив степень магистра управления нефтяными и газовыми проектами. 
С 2006 по 2009 год являлся финансистом, начальником управления исламского банкинга БТА Банка, руководителем представительства БТА Банка в Дубаи (ОАЭ).
С 2009 по 24 июня 2015 года занимал руководящие посты в группе компаний холдинга «APK Olzha Holding». Занимался определением стратегии и перспективного развития холдинга.
С 24 июня 2015 года по сентябрь 2016 года являлся заместителем председателя правления АО «Национальный управляющий холдинг «КазАгро». 
С сентября 2016 по декабрь 2017 года являлся председателем правления АО «Национальная компания «Социально-предпринимательская корпорация «Астана». 
С декабря 2017 по 2019 год — генеральный директор агропромышленной компании «Иволга-Холдинг». 
С 2019 по 28 марта 2023 года являлся генеральным директором группы компаний «Олжа Агро». 
Председатель Регионального Совета Палаты предпринимателей Костанайской области (с 2020). 
Член президиума Национальной палаты предпринимателей «Атамекен» 
Депутат  Мажилиса Парламента Казахстана VIII созыва (с 28 марта 2023 ).  Избран по партийному списку партии «Respublica». 
Член комитета по аграрным вопросам Мажилиса Парламента Казахстана.
Председатель партии «Respublika» (с 12 января 2023). Руководитель фракции партии в Мажилисе Парламента Казахстана. 
Занял 40-е место в списке «50 самых влиятельных бизнесменов Казахстана 2023» по версии «Форбс Казахстан».
Являлся президентом федерации триатлона Костанайской области.
С 2019 года являлся президентом федераций джиу-джитсу и грепплинга Костанайской области.
Почётный президент Федерации «Кокпар» Казахстана.
Участвовал в сорвенованиях «Ironman».

## Награды
- медаль «За трудовое отличие» (2017)

- медаль «Народная благодарность» (2020, за помощь в борьбе с пандемией COVID-19)
- медаль «30 лет Независимости Республики Казахстан» (2021 )
- Орден «Курмет» (2022)